# Garry Monahan
Garry Monahan (né le 20 octobre 1946 à Barrie, dans la province de l'Ontario, au Canada) est un joueur de hockey sur glace qui jouait au poste de centre, puis d'ailier gauche.

## Carrière
Il est choisi premier du premier repêchage amateur de la Ligue nationale de hockey en 1963 par les Canadiens de Montréal. Avant ce repêchage, il évoluait avec les Buzzers de St-Michael's dans la metro junior b hockey league, une ligue amateur junior. Au moment du repêchage, la couverture médiatique était presque inexistante sur cet événement et lorsqu'il reçut l'appel des représentants des Canadiens, Garry ne savait pas de quoi on lui parlait.
Garry Monahan commence sa carrière professionnelle de hockey en 1964-65 en jouant dans l'Association de hockey de l'Ontario - aujourd'hui Ligue de hockey de l'Ontario - pour les Petes de Peterborough.
Trois saisons plus tard, il rejoint la Ligue centrale professionnelle de hockey et les Apollos de Houston. En 1967-1968, il fait ses débuts dans la LNH avec les Canadiens. Bien qu'il ait été repêché en tant que joueur de centre, c'est en tant qu'ailier gauche qu'il se fera une place dans la NHL.
Par la suite, il jouera également dans la Ligue américaine de hockey pour les Barons de Cleveland avant de se faire une place dans la LNH en 1969 avec les Red Wings de Détroit puis les Kings de Los Angeles, la même année.
En 1970, il signe avec les Maple Leafs de Toronto pour qui il jouera quatre saisons avant de rejoindre les Canucks de Vancouver lors de la saison 1974-1975.
Lors d'un match de pré-saison en 1975, Garry Monahan se blesse sérieusement à la jambe gauche en percutant la cage de but de son équipe. Le centre pointu du fond de la cage, soulevé par le choc, lui a lacéré la cuisse gauche, tranchant son muscle ischio-jambier. Il put malgré tout revenir au jeu le 28 octobre 1975, contre les Flames d'Atlanta. Quelques années plus tard, Mark Howe des Whalers de Hartford subira le même type d'accident, provoquant un changement dans la conception des cages de hockey.
Il finit sa carrière en 1979 avec une dernière saison chez les Maple Leafs.

## Statistiques
| Saison     | Équipe                 | Ligue      |     | Saison régulière | Saison régulière | Saison régulière | Saison régulière | Saison régulière |   | Séries éliminatoires | Séries éliminatoires | Séries éliminatoires | Séries éliminatoires | Séries éliminatoires |
| Saison     | Équipe                 | Ligue      | PJ  | B                | A                | Pts              | Pun              | PJ               | B | A                    | Pts                  | Pun                  |                      |                      |
| 1964-1965  | Petes de Peterborough  | OHA        | 55  | 12               | 16               | 28               | 0                | -                | - | -                    | -                    | -                    |                      |                      |
| 1965-1966  | Petes de Peterborough  | OHA        | 46  | 6                | 10               | 16               | 43               | -                | - | -                    | -                    | -                    |                      |                      |
| 1966-1967  | Petes de Peterborough  | OHA        | 47  | 30               | 54               | 84               | 79               | -                | - | -                    | -                    | -                    |                      |                      |
| 1966-1967  | Apollos de Houston     | LCPH       | -   | -                | -                | -                | -                | 3                | 1 | 0                    | 1                    | 0                    |                      |                      |
| 1967-1968  | Apollos de Houston     | LCPH       | 56  | 17               | 31               | 48               | 86               | -                | - | -                    | -                    | -                    |                      |                      |
| 1967-1968  | Canadiens de Montréal  | LNH        | 11  | 0                | 0                | 0                | 8                | -                | - | -                    | -                    | -                    |                      |                      |
| 1968-1969  | Barons de Cleveland    | LAH        | 70  | 18               | 26               | 44               | 81               | 5                | 2 | 0                    | 2                    | 10                   |                      |                      |
| 1968-1969  | Canadiens de Montréal  | LNH        | 3   | 0                | 0                | 0                | 0                | -                | - | -                    | -                    | -                    |                      |                      |
| 1969-1970  | Red Wings de Détroit   | LNH        | 51  | 3                | 4                | 7                | 24               | -                | - | -                    | -                    | -                    |                      |                      |
| 1969-1970  | Kings de Los Angeles   | LNH        | 21  | 0                | 3                | 3                | 12               | -                | - | -                    | -                    | -                    |                      |                      |
| 1970-1971  | Maple Leafs de Toronto | LNH        | 78  | 15               | 22               | 37               | 79               | 6                | 2 | 0                    | 2                    | 2                    |                      |                      |
| 1971-1972  | Maple Leafs de Toronto | LNH        | 78  | 14               | 17               | 31               | 47               | 5                | 0 | 0                    | 0                    | 0                    |                      |                      |
| 1972-1973  | Maple Leafs de Toronto | LNH        | 78  | 13               | 18               | 31               | 53               | -                | - | -                    | -                    | -                    |                      |                      |
| 1973-1974  | Maple Leafs de Toronto | LNH        | 78  | 9                | 16               | 25               | 70               | 4                | 0 | 1                    | 1                    | 7                    |                      |                      |
| 1974-1975  | Maple Leafs de Toronto | LNH        | 1   | 0                | 0                | 0                | 0                | -                | - | -                    | -                    | -                    |                      |                      |
| 1974-1975  | Canucks de Vancouver   | LNH        | 78  | 14               | 20               | 34               | 51               | 5                | 1 | 0                    | 1                    | 2                    |                      |                      |
| 1975-1976  | Canucks de Vancouver   | LNH        | 66  | 16               | 17               | 33               | 39               | 2                | 0 | 0                    | 0                    | 2                    |                      |                      |
| 1976-1977  | Canucks de Vancouver   | LNH        | 76  | 18               | 26               | 44               | 48               | -                | - | -                    | -                    | -                    |                      |                      |
| 1977-1978  | Oilers de Tulsa        | LCH        | 7   | 3                | 2                | 5                | 0                | -                | - | -                    | -                    | -                    |                      |                      |
| 1977-1978  | Canucks de Vancouver   | LNH        | 67  | 10               | 19               | 29               | 28               | -                | - | -                    | -                    | -                    |                      |                      |
| 1978-1979  | Maple Leafs de Toronto | LNH        | 62  | 4                | 7                | 11               | 25               | -                | - | -                    | -                    | -                    |                      |                      |
| Totaux LNH | Totaux LNH             | Totaux LNH | 748 | 116              | 169              | 285              | 484              | 22               | 3 | 1                    | 4                    | 13                   |                      |                      |

## Distinctions
- Lors de la saison 1965-1966, il remporte le trophée Hamilton Spectator (meilleure équipe de la saison régulière) avec les Petes de Peterborough.
- Lors de la saison 1974-1975, il reçoit le trophée Fred J. Hume, remis au héros méconnu de l'équipe des Canucks de Vancouver, choisi par les partisans
- Le 15 avril 1975, Lors d'un match de série éliminatoire face aux Canadiens de Montréal, à la patinoire du forum de Montréal, il devient le premier joueur de l'histoire de la concession des Canucks de Vancouver a inscrire un but gagnant.

## Transactions
- Le 6 juin 1969 : échangé aux Red Wings de Détroit par les Canadiens de Montréal avec Doug Piper en retour de Pete Mahovlich et Bart Crashley.
- Le 20 février 1970 : échangé aux Kings de Los Angeles par les Red Wings de Détroit avec Brian Gibbons en retour de Dale Rolfe, Larry Johnston et Gary Croteau.
- Le 3 septembre 1970 : échangé aux Maple Leafs de Toronto par les Kings de Los Angeles avec Brian Murphy en retour de Bob Pulford.
- Le 16 octobre 1974 : échangé aux Canucks de Vancouver par les Maple Leafs de Toronto avec John Grisdale en retour de David Dunn.
- Le 13 septembre 1978 : droits vendus aux Maple Leafs de Toronto par les Canucks de Vancouver.